# Брук, Джеймс
Сэр Джеймс Брук (англ. James Brooke; 29 апреля 1803 — 11 июня 1868) — британский авантюрист, первый раджа Саравака с 1841 по 1868 год из династии Белых раджей.

## Биография
Брук родился в Бенаресе в аристократической семье судьи Ост-Индской компании Томаса Брука и побочной дочери лорда Блэнтайра Анны Марии Тисдейл; 12 лет с родителями прожил в Индии. По возвращении в Англию отдан в школу, но усердием не отличался. В 1819 поступил кадетом в армию английской Ост-Индской компании, через два года стал лейтенантом. Участвовал в англо-бирманской войне в Бирме. В 1825 году он был ранен и отослан в Англию для поправки здоровья. В 1830 году он вернулся в Мадрас, но опоздал прибыть в свой полк и был комиссован, не сумев поступить снова на военную службу.
Джеймс Брук предпринял безуспешную торговую поездку на Дальний Восток. В 1835 году умер его отец, завещав ему £30 000, на которые он оснастил корабль, 142-тонную шхуну «Роялист». Он отправился на остров Борнео и в 1838 году прибыл в Кучинг, попав в период восстаний ибанов (морских даяков) против власти султана Борнео. Он предложил свою помощь султану и смог с помощью своей команды добиться мира, за что получил от султана титул раджи Саравака. При этом султан высоко оценил его военную помощь трону. Официально декларация султана появилась несколько позже, 18 августа 1841 года.
Брук успешно боролся с пиратством, проводил политику свободной торговли и разработал кодекс законов. В 1847 году он совершил краткую поездку в Лондон.
В 1851 году против Брука были выдвинуты обвинения в превышении полномочий против туземцев под видом операций по борьбе с пиратством. Для расследования в 1854 году была назначена королевская комиссия в Сингапуре. Брук был оправдан.
За последние десять лет правления он пережил три инсульта, но продолжал править страной. Перед смертью объявил своим наследником племянника Чарльза Джонсона Брука, который был раджой с 1868 по 1917 год. В дальнейшем династия Брука (Чарльз Джонсон и его сын Чарльз Вайнер, правивший с 1917 по 1946 г.г.) не раз расширяла территорию Саравака за счёт Брунея.

## Память о Бруке
- В честь Брука был назван вид бабочек-птицекрылок Trogonoptera brookiana.
- Брук стал прототипом ряда героев приключенческой литературы, в частности, романа Джозефа Конрада «Лорд Джим» (1900), экранизированного в 1965 году американским режиссёром Ричардом Бруксом.
- Также фигурирует в цикле приключенческих романов итальянского писателя Эмилио Сальгари о малайском пирате Сандокане (1895—1913), где его образ далёк от исторического прототипа. В итальянской экранизации их под названием «Сандокан — Тигр Семи морей» (1976) его роль исполняет актёр Адольфо Чели.
- Является главным героем приключенческого фильма американского режиссёра Майкла Хауссмана «Край света» (2021), где его играет Джонатан Рис-Майерс.